# Deuxième circonscription des Landes

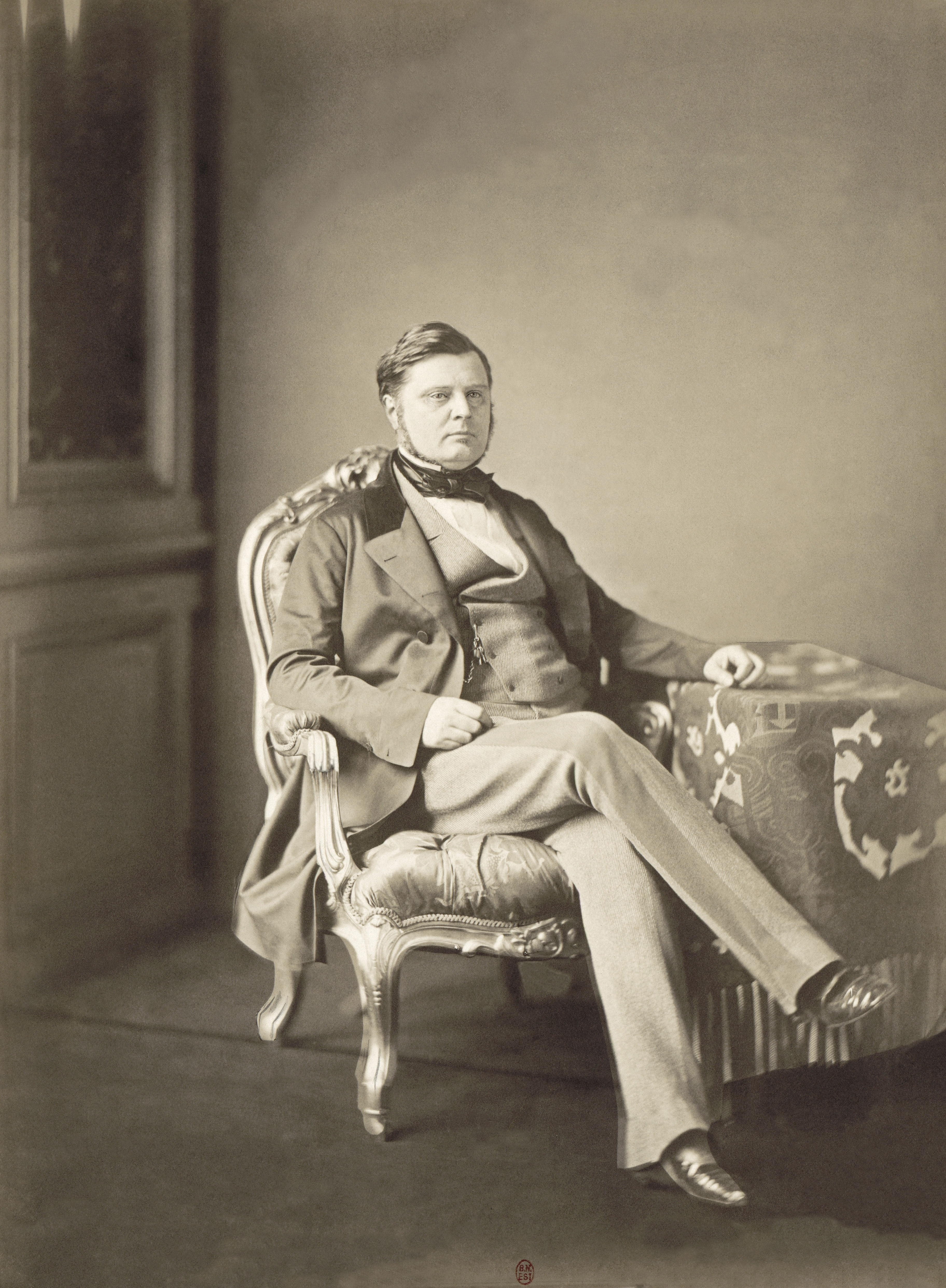
Alexandre Colonna-Walewski, fils adultérin de Napoléon Ier, député de cette circonscription au Corps Législatif de 1865

La deuxième circonscription des Landes est l'une des trois circonscriptions législatives françaises que compte le département des Landes (40) situé en région Nouvelle-Aquitaine. 

## Description géographique et démographique

### De 1958 à 1986
La deuxième circonscription des Landes était composée de :
- canton de Castets
- canton de Dax
- canton de Peyrehorade
- canton de Pouillon
- canton de Saint-Martin-de-Seignanx
- canton de Saint-Vincent-de-Tyrosse
- canton de Soustons

Source : Journal Officiel de 14-15 Octobre 1958.

### Depuis 1988
La deuxième circonscription des Landes est délimitée par le découpage électoral de la loi no 86-1197 du 24 novembre 1986
, elle regroupe les divisions administratives suivantes : 
- canton de Dax-Nord
- canton de Dax-Sud
- canton de Saint-Martin-de-Seignanx
- canton de Saint-Vincent-de-Tyrosse
- canton de Soustons.

D'après le recensement général de la population en 1999, réalisé par l'Institut national de la statistique et des études économiques (INSEE), la population totale de cette circonscription est estimée à 120 071 habitants,.

## Historique des députations
| Législature | Début de mandat | Fin de mandat  | Député               | Parti politique | Observations |
| ----------- | --------------- | -------------- | -------------------- | --------------- | --- |
| IXe         | 23 juin 1988    | 1er avril 1993 | Jean-Pierre Pénicaut | PS              | |
| Xe          | 2 avril 1993    | 21 avril 1997  | Henri Lalanne,       | UDF,            | Mandat écourté à la suite d'une dissolution parlementaire décidée par Jacques Chirac.                                                                                     |
| XIe         | 12 juin 1997    | 18 juin 2002   | Jean-Pierre Dufau    | PS              | |
| XIIe        | 19 juin 2002    | 19 juin 2007   | Jean-Pierre Dufau,   | PS,             | |
| XIIIe       | 20 juin 2007    | 19 juin 2012   | Jean-Pierre Dufau    | PS              | |
| XIVe        | 20 juin 2012    | 20 juin 2017   | Jean-Pierre Dufau    | PS              | |
| XVe         | 21 juin 2017    | 21 juin 2022   | Lionel Causse        | LREM            | Élu maire de la commune de Saint-Martin-de-Seignanx aux élections municipales de 2014, il démissionne de son mandat à la suite de sa victoire aux élections législatives. |
| XVIe        | 22 juin 2022    | 9 juin 2024    | Lionel Causse        | RE              | Mandat écourté à la suite d'une dissolution parlementaire décidée par Emmanuel Macron.                                                                                    |
| XVIIe       | 8 juillet 2024  | En cours       | Lionel Causse        | RE              | |

## Historique des élections

### Élections de 1958
| Candidat       | Candidat            | Parti          | Premier tour | Premier tour | Second tour | Second tour |  |
| Candidat       | Candidat            | Parti          | Voix         | %            | Voix        | %           |  |
| -------------- | ------------------- | -------------- | ------------ | ------------ | ----------- | ----------- |  |
|                | Max Moras élu       | UNR            | 14 548       | 29,36        | 26 874      | 54,04       |  |
|                | Camille Dussarthou  | SFIO           | 13 560       | 27,37        | 15 447      | 31,06       |  |
|                | Jean Lespiau        | PCF            | 7 882        | 15,91        | 7 407       | 14,9        |  |
|                | Xavier Defos du Rau | MRP            | 7 632        | 15,4         | Retrait     | Retrait     |  |
|                | Camille Labat       | Radsoc         | 5 924        | 11,96        | Retrait     | Retrait     |  |
|                |                     |                |              |              |             |             |  |
| Inscrits       | Inscrits            | Inscrits       | 63 784       | 100,00       | 63 733      | 100,00      |  |
| Abstentions    | Abstentions         | Abstentions    | 13 205       | 20,7         | 13 270      | 20,82       |  |
| Votants        | Votants             | Votants        | 50 579       | 79,3         | 50 463      | 79,18       |  |
| Blancs et nuls | Blancs et nuls      | Blancs et nuls | 1 033        | 2,04         | 735         | 1,46        |  |
| Exprimés       | Exprimés            | Exprimés       | 49 546       | 97,96        | 49 728      | 98,54       |  |

Le suppléant de Max Moras était Charles Duvicq, industriel, adjoint au maire de Tosse.

### Élections de 1962
| Candidat       | Candidat               | Parti          | Premier tour | Premier tour | Second tour | Second tour |  |
| Candidat       | Candidat               | Parti          | Voix         | %            | Voix        | %           |  |
| -------------- | ---------------------- | -------------- | ------------ | ------------ | ----------- | ----------- |  |
|                | Max Moras sortant      | UNR-UDT        | 18 651       | 40,79        | 23 868      | 49,07       |  |
|                | Camille Dussarthou élu | SFIO           | 14 772       | 32,31        | 24 776      | 50,93       |  |
|                | Roger Feugas           | PCF            | 7 120        | 15,57        | Retrait     | Retrait     |  |
|                | Xavier Defos du Rau    | MRP            | 5 179        | 11,33        | Retrait     | Retrait     |  |
|                |                        |                |              |              |             |             |  |
| Inscrits       | Inscrits               | Inscrits       | 65 001       | 100,00       | 64 986      | 100,00      |  |
| Abstentions    | Abstentions            | Abstentions    | 18 238       | 28,06        | 15 120      | 23,27       |  |
| Votants        | Votants                | Votants        | 46 763       | 71,94        | 49 866      | 76,73       |  |
| Blancs et nuls | Blancs et nuls         | Blancs et nuls | 1 041        | 2,23         | 1 222       | 2,45        |  |
| Exprimés       | Exprimés               | Exprimés       | 45 722       | 97,77        | 48 644      | 97,55       |  |

Le suppléant de Camille Dussarthou était Fernand Secheer, membre de la Chambre d'agriculture, adjoint au maire de Saint-Jean-de-Marsacq. Fernand Sécheer remplaça Camille Dussarthou, décédé, du 28 octobre 1965 au 2 avril 1967.

### Élections de 1967
| Candidat       | Candidat            | Parti          | Premier tour | Premier tour | Second tour | Second tour |  |
| Candidat       | Candidat            | Parti          | Voix         | %            | Voix        | %           |  |
| -------------- | ------------------- | -------------- | ------------ | ------------ | ----------- | ----------- |  |
|                | Jean Labat          | UD-Ve          | 20 713       | 37,37        | 24 754      | 44,72       |  |
|                | Henri Lavielle élu  | FGDS (SFIO)    | 20 419       | 36,84        | 30 602      | 55,28       |  |
|                | André Maye          | PCF            | 8 680        | 15,66        | Retrait     | Retrait     |  |
|                | Xavier Defos du Rau | CD (PDM)       | 5 619        | 10,14        |             |             |  |
|                |                     |                |              |              |             |             |  |
| Inscrits       | Inscrits            | Inscrits       | 66 447       | 100,00       | 66 461      | 100,00      |  |
| Abstentions    | Abstentions         | Abstentions    | 10 056       | 15,13        | 9 859       | 14,83       |  |
| Votants        | Votants             | Votants        | 56 391       | 84,87        | 56 602      | 85,17       |  |
| Blancs et nuls | Blancs et nuls      | Blancs et nuls | 960          | 1,7          | 1 246       | 2,2         |  |
| Exprimés       | Exprimés            | Exprimés       | 55 431       | 98,3         | 55 356      | 97,8        |  |

Le suppléant de Henri Lavielle était Fernand Secheer.

### Élections de 1968
| Candidat       | Candidat                     | Parti          | Premier tour | Premier tour | Second tour | Second tour |  |
| Candidat       | Candidat                     | Parti          | Voix         | %            | Voix        | %           |  |
| -------------- | ---------------------------- | -------------- | ------------ | ------------ | ----------- | ----------- |  |
|                | Max Moras                    | UDR (URP)      | 25 790       | 46,89        | 27 098      | 49,16       |  |
|                | Henri Lavielle sortant réélu | FGDS (SFIO)    | 21 717       | 39,48        | 28 027      | 50,84       |  |
|                | André Maye                   | PCF            | 7 499        | 13,63        | Retrait     | Retrait     |  |
|                |                              |                |              |              |             |             |  |
| Inscrits       | Inscrits                     | Inscrits       | 66 274       | 100,00       | 66 250      | 100,00      |  |
| Abstentions    | Abstentions                  | Abstentions    | 10 204       | 15,4         | 10 401      | 15,7        |  |
| Votants        | Votants                      | Votants        | 56 070       | 84,6         | 55 849      | 84,3        |  |
| Blancs et nuls | Blancs et nuls               | Blancs et nuls | 1 064        | 1,9          | 724         | 1,3         |  |
| Exprimés       | Exprimés                     | Exprimés       | 55 006       | 98,1         | 55 125      | 98,7        |  |

Le suppléant de Henri Lavielle était Fernand Secheer.

### Élections de 1973
| Candidat       | Candidat                     | Parti               | Premier tour | Premier tour | Second tour | Second tour |  |
| Candidat       | Candidat                     | Parti               | Voix         | %            | Voix        | %           |  |
| -------------- | ---------------------------- | ------------------- | ------------ | ------------ | ----------- | ----------- |  |
|                | Henri Lavielle sortant réélu | PS (UGSD)           | 25 066       | 42,11        | 35 801      | 60,83       |  |
|                | Maurice Bourgès-Maunoury     | Divers droite (URP) | 16 700       | 28,05        | 23 051      | 39,17       |  |
|                | André Maye                   | PCF                 | 9 996        | 16,79        | Retrait     | Retrait     |  |
|                | Xavier Defos du Rau          | CD (MR)             | 6 455        | 10,84        |             |             |  |
|                | Jean-Paul Laborda            | LO                  | 1 314        | 2,21         |             |             |  |
|                |                              |                     |              |              |             |             |  |
| Inscrits       | Inscrits                     | Inscrits            | 71 638       | 100,00       | 71 617      | 100,00      |  |
| Abstentions    | Abstentions                  | Abstentions         | 10 785       | 15,05        | 11 179      | 15,61       |  |
| Votants        | Votants                      | Votants             | 60 853       | 84,95        | 60 438      | 84,39       |  |
| Blancs et nuls | Blancs et nuls               | Blancs et nuls      | 1 322        | 2,17         | 1 586       | 2,62        |  |
| Exprimés       | Exprimés                     | Exprimés            | 59 531       | 97,83        | 58 852      | 97,38       |  |

Le suppléant de Henri Lavielle était Pierre Lataste, directeur d'école honoraire, maire de Léon.

### Élections de 1978
| Candidat       | Candidat                     | Parti          | Premier tour | Premier tour | Second tour | Second tour |  |
| Candidat       | Candidat                     | Parti          | Voix         | %            | Voix        | %           |  |
| -------------- | ---------------------------- | -------------- | ------------ | ------------ | ----------- | ----------- |  |
|                | Henri Lavielle sortant réélu | PS             | 25 789       | 37,32        | 39 505      | 56,31       |  |
|                | Xavier Defos du Rau          | UDF (CDS)      | 24 863       | 35,98        | 30 646      | 43,69       |  |
|                | André Maye                   | PCF            | 13 048       | 18,88        | Retrait     | Retrait     |  |
|                | Paul Leruez                  | Écologie 78    | 2 020        | 2,92         |             |             |  |
|                | Serge Claverie               | MRG            | 1 317        | 1,91         |             |             |  |
|                | André Debarge                | Divers (GO)    | 1 072        | 1,55         |             |             |  |
|                | Guy Lafon                    | LO             | 998          | 1,44         |             |             |  |
|                |                              |                |              |              |             |             |  |
| Inscrits       | Inscrits                     | Inscrits       | 81 517       | 100,00       | 81 500      | 100,00      |  |
| Abstentions    | Abstentions                  | Abstentions    | 11 002       | 13,5         | 10 059      | 12,34       |  |
| Votants        | Votants                      | Votants        | 70 515       | 86,5         | 71 441      | 87,66       |  |
| Blancs et nuls | Blancs et nuls               | Blancs et nuls | 1 408        | 2            | 1 290       | 1,81        |  |
| Exprimés       | Exprimés                     | Exprimés       | 69 107       | 98           | 70 151      | 98,19       |  |

Le suppléant de Henri Lavielle était Jean-Pierre Pénicaut, professeur, Saint-Paul-lès-Dax. Jean-Pierre Pénicaut remplaça Henri Lavielle, décédé, du 27 octobre 1980 au 22 mai 1981.

### Élections de 1981
| Candidat                                                 | Candidat                           | Parti          | Premier tour | Premier tour | Second tour | Second tour |  |
| Candidat                                                 | Candidat                           | Parti          | Voix         | %            | Voix        | %           |  |
| -------------------------------------------------------- | ---------------------------------- | -------------- | ------------ | ------------ | ----------- | ----------- |  |
|                                                          | Jean-Pierre Pénicaut sortant réélu | PS             | 30 670       | 47,69        | 41 633      | 63,23       |  |
|                                                          | Alain Sallefranque                 | RPR (UNM)      | 22 626       | 35,18        | 24 211      | 36,77       |  |
|                                                          | André Maye                         | PCF            | 9 291        | 14,45        |             |             |  |
|                                                          | Éric Delmas-Marsal                 | MÉP            | 1 723        | 2,68         |             |             |  |
|                                                          |                                    |                |              |              |             |             |  |
| Inscrits                                                 | Inscrits                           | Inscrits       | 85 635       | 100,00       | 85 621      | 100,00      |  |
| Abstentions                                              | Abstentions                        | Abstentions    | 20 448       | 23,88        | 18 675      | 21,81       |  |
| Votants                                                  | Votants                            | Votants        | 65 187       | 76,12        | 66 946      | 78,19       |  |
| Blancs et nuls                                           | Blancs et nuls                     | Blancs et nuls | 877          | 1,35         | 1 102       | 1,65        |  |
| Exprimés                                                 | Exprimés                           | Exprimés       | 64 310       | 98,65        | 65 844      | 98,35       |  |
| Source : Data.gouv.fr et Sud-Ouest du 16 juin 1981, p. 7 |                                    |                |              |              |             |             |  |

Le suppléant de Jean-Pierre Pénicaut était Alain Siberchicot, conseiller général, maire de Saint-Lon-les-Mines.

### Élections de 1988
| Candidat       | Candidat                           | Parti          | Premier tour | Premier tour | Second tour | Second tour |  |
| Candidat       | Candidat                           | Parti          | Voix         | %            | Voix        | %           |  |
| -------------- | ---------------------------------- | -------------- | ------------ | ------------ | ----------- | ----------- |  |
|                | Jean-Pierre Pénicaut sortant réélu | PS             | 27 886       | 49,87        | 34 061      | 59,2        |  |
|                | Pierre-Henri Bonnet                | RPR (URC)      | 18 854       | 33,72        | 23 477      | 40,8        |  |
|                | Pierrette Fontenas                 | PCF            | 5 340        | 9,55         |             |             |  |
|                | Éric Barrouillet                   | FN             | 3 833        | 6,86         |             |             |  |
|                |                                    |                |              |              |             |             |  |
| Inscrits       | Inscrits                           | Inscrits       | 79 609       | 100,00       | 79 581      | 100,00      |  |
| Abstentions    | Abstentions                        | Abstentions    | 22 440       | 28,19        | 20 474      | 25,73       |  |
| Votants        | Votants                            | Votants        | 57 169       | 71,81        | 59 107      | 74,27       |  |
| Blancs et nuls | Blancs et nuls                     | Blancs et nuls | 1 256        | 2,2          | 1 569       | 2,65        |  |
| Exprimés       | Exprimés                           | Exprimés       | 55 913       | 97,8         | 57 538      | 97,35       |  |

Le suppléant de Jean-Pierre Pénicaut était Alain Siberchicot.

### Élections de 1993
| Candidat       | Candidat                 | Parti          | Premier tour | Premier tour | Second tour | Second tour |  |
| Candidat       | Candidat                 | Parti          | Voix         | %            | Voix        | %           |  |
| -------------- | ------------------------ | -------------- | ------------ | ------------ | ----------- | ----------- |  |
|                | Henri Lalanne élu        | UDF (PR)       | 23 119       | 40,71        | 30 299      | 52,25       |  |
|                | Jean-Pierre Dufau        | PS (ADFP)      | 17 357       | 30,56        | 27 690      | 47,75       |  |
|                | Marie-Pierrette Fontenas | PCF            | 6 375        | 11,22        |             |             |  |
|                | France Prenat            | FN             | 4 772        | 8,4          |             |             |  |
|                | Jacques Papon            | GÉ (EÉ)        | 3 345        | 5,89         |             |             |  |
|                | Eliane Cassagne          | LT-LNÉ         | 1 828        | 3,22         |             |             |  |
|                |                          |                |              |              |             |             |  |
| Inscrits       | Inscrits                 | Inscrits       | 84 523       | 100,00       | 84 505      | 100,00      |  |
| Abstentions    | Abstentions              | Abstentions    | 23 879       | 28,25        | 22 107      | 26,16       |  |
| Votants        | Votants                  | Votants        | 60 644       | 71,75        | 62 398      | 73,84       |  |
| Blancs et nuls | Blancs et nuls           | Blancs et nuls | 3 848        | 6,35         | 4 409       | 7,07        |  |
| Exprimés       | Exprimés                 | Exprimés       | 56 796       | 93,65        | 57 989      | 92,93       |  |

Le suppléant de Henri Lalanne était Pierre Dupouy.

### Élections de 1997
| Candidat       | Candidat                 | Parti          | Premier tour | Premier tour | Second tour | Second tour |  |
| Candidat       | Candidat                 | Parti          | Voix         | %            | Voix        | %           |  |
| -------------- | ------------------------ | -------------- | ------------ | ------------ | ----------- | ----------- |  |
|                | Jean-Pierre Dufau élu    | PS             | 21 135       | 36,31        | 34 585      | 56,01       |  |
|                | Henri Lalanne sortant    | UDF (PR)       | 19 558       | 33,6         | 27 158      | 43,99       |  |
|                | Marie-Pierrette Fontenas | PCF            | 7 952        | 13,66        |             |             |  |
|                | France Prenat            | FN             | 5 397        | 9,27         |             |             |  |
|                | Bernard Lauga            | Les Verts      | 3 075        | 5,28         |             |             |  |
|                | Christine Héraud         | Extrême gauche | 1 086        | 1,87         |             |             |  |
|                |                          |                |              |              |             |             |  |
| Inscrits       | Inscrits                 | Inscrits       | 86 743       | 100,00       | 86 736      | 100,00      |  |
| Abstentions    | Abstentions              | Abstentions    | 25 123       | 28,96        | 21 529      | 24,82       |  |
| Votants        | Votants                  | Votants        | 61 620       | 71,04        | 65 207      | 75,18       |  |
| Blancs et nuls | Blancs et nuls           | Blancs et nuls | 3 417        | 5,55         | 3 464       | 5,31        |  |
| Exprimés       | Exprimés                 | Exprimés       | 58 203       | 94,45        | 61 743      | 94,69       |  |

Le suppléant de Jean-Pierre Dufau était Gabriel Bellocq, conseiller municipal de Dax, psychologue scolaire.

### Élections de 2002
| Candidat       | Candidat                          | Parti          | Premier tour | Premier tour | Second tour | Second tour |  |
| Candidat       | Candidat                          | Parti          | Voix         | %            | Voix        | %           |  |
| -------------- | --------------------------------- | -------------- | ------------ | ------------ | ----------- | ----------- |  |
|                | Jean-Pierre Dufau sortant réélu   | PS             | 23 282       | 35,84        | 32 319      | 52,39       |  |
|                | Jacques Forté                     | UMP            | 19 389       | 29,84        | 29 369      | 47,61       |  |
|                | Pierrette Fontenas                | PCF            | 4 512        | 6,95         |             |             |  |
|                | Robert Lafitte                    | CPNT           | 4 156        | 6,4          |             |             |  |
|                | Laurent Martin-Desmarets de Maill | FN             | 4 065        | 6,26         |             |             |  |
|                | Henri Fabères                     | Divers droite  | 3 610        | 5,56         |             |             |  |
|                | Bernard Lauga                     | Les Verts      | 1 961        | 3,02         |             |             |  |
|                | Bernard Lubet                     | RPF            | 1 536        | 2,36         |             |             |  |
|                | Emmanuel Bichindaritz             | LCR            | 707          | 1,09         |             |             |  |
|                | Patrick Donati                    | Extrême gauche | 611          | 0,94         |             |             |  |
|                | Pascal Castera                    | LO             | 520          | 0,8          |             |             |  |
|                | France Prenat                     | MPF            | 330          | 0,51         |             |             |  |
|                | Mercédes Blanc                    | MNR            | 288          | 0,44         |             |             |  |
|                |                                   |                |              |              |             |             |  |
| Inscrits       | Inscrits                          | Inscrits       | 95 940       | 100,00       | 95 934      | 100,00      |  |
| Abstentions    | Abstentions                       | Abstentions    | 29 583       | 30,83        | 31 889      | 33,24       |  |
| Votants        | Votants                           | Votants        | 66 357       | 69,17        | 64 045      | 66,76       |  |
| Blancs et nuls | Blancs et nuls                    | Blancs et nuls | 1 390        | 2,09         | 2 357       | 3,68        |  |
| Exprimés       | Exprimés                          | Exprimés       | 64 967       | 97,91        | 61 688      | 96,32       |  |

Le suppléant de Jean-Pierre Dufau était Gabriel Bellocq, conseiller général du canton de Dax-Sud.

### Élections de 2007
| Candidat       | Candidat                        | Parti          | Premier tour | Premier tour | Second tour | Second tour |  |
| Candidat       | Candidat                        | Parti          | Voix         | %            | Voix        | %           |  |
| -------------- | ------------------------------- | -------------- | ------------ | ------------ | ----------- | ----------- |  |
|                | Jacques Forté                   | UMP            | 25 272       | 36,65        | 31 451      | 44,69       |  |
|                | Jean-Pierre Dufau sortant réélu | PS             | 25 144       | 36,47        | 38 918      | 55,31       |  |
|                | Florence Defos du Rau           | UDF–MoDem      | 6 453        | 9,36         |             |             |  |
|                | Jean-Marc Lespade               | PCF            | 3 942        | 5,72         |             |             |  |
|                | Robert Lafitte                  | CPNT           | 1 747        | 2,53         |             |             |  |
|                | Anne-Marie Declercq             | Les Verts      | 1 701        | 2,47         |             |             |  |
|                | Pascal Dussart                  | FN             | 1 604        | 2,33         |             |             |  |
|                | Mireille Lafaye                 | LCR            | 1 366        | 1,98         |             |             |  |
|                | Pascal Castera                  | LO             | 441          | 0,64         |             |             |  |
|                | Olga Ternova Nissefort          | Divers         | 417          | 0,6          |             |             |  |
|                | Gaëlle Prata                    | NC             | 330          | 0,48         |             |             |  |
|                | Jean-Pierre Pourrut             | DLR            | 278          | 0,4          |             |             |  |
|                | Claudine Catusse                | MNR            | 251          | 0,36         |             |             |  |
|                |                                 |                |              |              |             |             |  |
| Inscrits       | Inscrits                        | Inscrits       | 107 686      | 100,00       | 107 678     | 100,00      |  |
| Abstentions    | Abstentions                     | Abstentions    | 37 413       | 34,74        | 35 209      | 32,7        |  |
| Votants        | Votants                         | Votants        | 70 273       | 65,26        | 72 469      | 67,3        |  |
| Blancs et nuls | Blancs et nuls                  | Blancs et nuls | 1 327        | 1,89         | 2 100       | 2,9         |  |
| Exprimés       | Exprimés                        | Exprimés       | 68 946       | 98,11        | 70 369      | 97,1        |  |

### Élections de 2012
| Candidat       | Candidat                        | Parti          | Premier tour | Premier tour | Second tour | Second tour |  |
| Candidat       | Candidat                        | Parti          | Voix         | %            | Voix        | %           |  |
| -------------- | ------------------------------- | -------------- | ------------ | ------------ | ----------- | ----------- |  |
|                | Jean-Pierre Dufau sortant réélu | PS             | 27 501       | 44,37        | 34 840      | 60,75       |  |
|                | Julien Dubois                   | UMP (NC)       | 16 065       | 25,92        | 22 513      | 39,25       |  |
|                | Jean-Marc Lespade               | FG (PCF) (PG)  | 6 551        | 10,57        |             |             |  |
|                | Laurence Monteil                | RBM (FN)       | 6 376        | 10,29        |             |             |  |
|                | Alain Godot                     | EÉLV           | 1 926        | 3,11         |             |             |  |
|                | Philippe Mouhel                 | CpF (MoDem)    | 1 480        | 2,39         |             |             |  |
|                | Jean-Pierre Pourrut             | DLR            | 861          | 1,39         |             |             |  |
|                | Michel Lefebvre                 | AÉI            | 433          | 0,70         |             |             |  |
|                | Pascal Castéra                  | LO             | 276          | 0,45         |             |             |  |
|                | Daniel Minvielle                | NPA            | 260          | 0,42         |             |             |  |
|                | Mélanie Bosquet                 | ÉI             | 254          | 0,41         |             |             |  |
|                |                                 |                |              |              |             |             |  |
| Inscrits       | Inscrits                        | Inscrits       | 104 784      | 100,00       | 104 777     | 100,00      |  |
| Abstentions    | Abstentions                     | Abstentions    | 41 555       | 39,66        | 45 061      | 43,01       |  |
| Votants        | Votants                         | Votants        | 63 229       | 60,34        | 59 716      | 56,99       |  |
| Blancs et nuls | Blancs et nuls                  | Blancs et nuls | 1 246        | 1,97         | 2 363       | 3,96        |  |
| Exprimés       | Exprimés                        | Exprimés       | 61 983       | 98,03        | 57 353      | 96,04       |  |

### Élections de 2017
|                                                                         |                                                                        |                           |                           |                          |                          |
|                                                                         |                                                                        | Premier tour 11 juin 2017 | Premier tour 11 juin 2017 | Second tour 18 juin 2017 | Second tour 18 juin 2017 |
|                                                                         |                                                                        |                           |                           |                          |                          |
|                                                                         |                                                                        | Nombre                    | % des inscrits            | Nombre                   | % des inscrits           |
| Inscrits                                                                | Inscrits                                                               | 112 279                   | 100,00                    | 112 273                  | 100,00                   |
| Abstentions                                                             | Abstentions                                                            | 51 594                    | 45,95                     | 59 976                   | 53,42                    |
| Votants                                                                 | Votants                                                                | 60 685                    | 54,05                     | 52 297                   | 46,58                    |
|                                                                         |                                                                        |                           | % des votants             |                          | % des votants            |
| Bulletins blancs                                                        | Bulletins blancs                                                       | 1 080                     | 1,78                      | 3 434                    | 6,57                     |
| Bulletins nuls                                                          | Bulletins nuls                                                         | 447                       | 0,74                      | 1 710                    | 3,27                     |
| Suffrages exprimés                                                      | Suffrages exprimés                                                     | 59 158                    | 97,48                     | 47 153                   | 90,16                    |
|                                                                         |                                                                        |                           |                           |                          |                          |
| Candidat Étiquette politique (partis et alliances)                      | Candidat Étiquette politique (partis et alliances)                     | Voix                      | % des exprimés            | Voix                     | % des exprimés           |
|                                                                         |                                                                        |                           |                           |                          |                          |
|                                                                         | Lionel Causse La République en marche                                  | 25 414                    | 42,96                     | 29 682                   | 62,95                    |
|                                                                         | Caroline Dacharry La France insoumise                                  | 6 960                     | 11,77                     | 17 471                   | 37,05                    |
|                                                                         | Sylviane Pacot Les Républicains (Union des démocrates et indépendants) | 6 433                     | 10,87                     |                          |                          |
|                                                                         | Christine Basly-Lapègue Parti socialiste                               | 6 163                     | 10,42                     |                          |                          |
|                                                                         | Francis Garcia Front national                                          | 5 742                     | 9,71                      |                          |                          |
|                                                                         | Jean-Marc Lespade Parti communiste français                            | 3 881                     | 6,56                      |                          |                          |
|                                                                         | Marie-Ange Delavenne Europe Écologie Les Verts                         | 2 078                     | 3,51                      |                          |                          |
|                                                                         | Jean-Pierre Pourrut Debout la France                                   | 1 159                     | 1,96                      |                          |                          |
|                                                                         | Didier Tousis Divers gauche                                            | 514                       | 0,87                      |                          |                          |
|                                                                         | Éric Lavit Divers (Union populaire républicaine)                       | 420                       | 0,71                      |                          |                          |
|                                                                         | Pascal Castéra Lutte ouvrière                                          | 394                       | 0,67                      |                          |                          |
| Source : Ministère de l'Intérieur - Deuxième circonscription des Landes |                                                                        |                           |                           |                          |                          |

### Élections de 2022
| Résultats des élections législatives des 12 et 19 juin 2022 de la 2e circonscription des Landes |                          |                          |              |              |             |             |
| Candidat                                                                                        | Candidat                 | Parti et coalition       | Premier tour | Premier tour | Second tour | Second tour |
| Candidat                                                                                        | Candidat                 | Parti et coalition       | Voix         | %            | Voix        | %           |
|                                                                                                 | Lionel Causse            | LREM (ENS)               | 21 213       | 33,78        | 30 305      | 51,94       |
|                                                                                                 | Jean-Marc Lespade        | PCF (NUPES)              | 18 992       | 30,24        | 28 043      | 48,06       |
|                                                                                                 | Véronique Rivoire        | RN                       | 10 116       | 16,11        |             |             |
|                                                                                                 | Marc Vernier             | LR                       | 3 013        | 4,80         |             |             |
|                                                                                                 | Sophie De Brosses        | RES                      | 2 731        | 4,35         |             |             |
|                                                                                                 | Muriel Loubet            | REC                      | 2 580        | 4,11         |             |             |
|                                                                                                 | Christian Laffont        | DVD                      | 1 242        | 1,98         |             |             |
|                                                                                                 | Jonathan Hareng          | PA                       | 943          | 1,50         |             |             |
|                                                                                                 | Jean-Pierre Etchoimborde | GF (UPF)                 | 897          | 1,43         |             |             |
|                                                                                                 | Dominique Lecuona        | POC (R&PS)               | 574          | 0,91         |             |             |
|                                                                                                 | Pascal Demangeot         | LO                       | 493          | 0,79         |             |             |
| Votes valides                                                                                   | Votes valides            | Votes valides            | 62 794       | 97,34        | 58 348      | 92,07       |
| Votes blancs                                                                                    | Votes blancs             | Votes blancs             | 1 287        | 1,99         | 3 409       | 5,38        |
| Votes nuls                                                                                      | Votes nuls               | Votes nuls               | 431          | 0,67         | 1 616       | 2,55        |
| Total                                                                                           | Total                    | Total                    | 64 512       | 100          | 63 373      | 100         |
| Abstention                                                                                      | Abstention               | Abstention               | 58 512       | 47,56        | 59 675      | 48,50       |
| Inscrits / participation                                                                        | Inscrits / participation | Inscrits / participation | 123 024      | 52,44        | 123 048     | 51,50       |

### Élections de 2024
|                                                    |                                                    |                           |                           |                            |                            |
|                                                    |                                                    | Premier tour 30 juin 2024 | Premier tour 30 juin 2024 | Second tour 7 juillet 2024 | Second tour 7 juillet 2024 |
|                                                    |                                                    |                           |                           |                            |                            |
|                                                    |                                                    | Nombre                    | % des inscrits            | Nombre                     | % des inscrits             |
| Inscrits                                           | Inscrits                                           | 124 617                   | 100                       | 124 615                    | 100                        |
| Abstentions                                        | Abstentions                                        | 35 132                    | 28,19                     | 34 885                     | 27,99                      |
| Votants                                            | Votants                                            | 89 485                    | 71,81                     | 89 730                     | 72,01                      |
|                                                    |                                                    |                           | % des votants             |                            | % des votants              |
| Bulletins blancs                                   | Bulletins blancs                                   | 1 886                     | 1,51                      | 4 012                      | 4,47                       |
| Bulletins nuls                                     | Bulletins nuls                                     | 899                       | 0,72                      | 1 487                      | 1,66                       |
| Suffrages exprimés                                 | Suffrages exprimés                                 | 86 700                    | 69,57                     | 84 231                     | 93,87                      |
|                                                    |                                                    |                           |                           |                            |                            |
| Candidat Étiquette politique (partis et alliances) | Candidat Étiquette politique (partis et alliances) | Voix                      | % des exprimés            | Voix                       | % des exprimés             |
|                                                    |                                                    |                           |                           |                            |                            |
|                                                    | Ludovic Biesbrouck Rassemblement national          | 28 254                    | 32,60                     | 32 167                     | 38,19                      |
|                                                    | Lionel Causse* Ensemble                            | 26 251                    | 30,05                     | 52 064                     | 61,81                      |
|                                                    | Jean-Marc Lespade Nouveau Front populaire (PCF)    | 24 645                    | 28,43                     | Retrait                    | Retrait                    |
|                                                    | Marc Vernier Les Républicains                      | 4 625                     | 5,33                      |                            |                            |
|                                                    | Dominique Lecuona Parti occitan                    | 1358                      | 1,57                      |                            |                            |
|                                                    | Stéphane David Reconquête                          | 918                       | 1,06                      |                            |                            |
|                                                    | Pascal Demongeot Lutte ouvrière                    | 839                       | 0,97                      |                            |                            |
| * Député sortant                                   |                                                    |                           |                           |                            |                            |

#### Département des Landes
- La fiche de l'INSEE de cette circonscription : « Tableaux et Analyses de la deuxième circonscription des Landes », sur insee.fr, site de l'Institut national de la statistique et des études économiques (consulté le 10 juin 2007) [PDF]

- « Tous les députés du département des Landes depuis 1789 », sur assemblee-nationale.fr, site de l'Assemblée nationale française (consulté le 10 juin 2007)

- « Informations contentieuses sur le département des Landes (Élections législatives de 2002) »(Archive.org • Wikiwix • Archive.is • Google • Que faire ?), sur conseil-constitutionnel.fr, site du Conseil constitutionnel (consulté le 13 juin 2007)

#### Circonscriptions en France
- « Carte des circonscriptions législatives en France », sur assemblee-nationale.fr, site de l'Assemblée nationale française (consulté le 10 juin 2007)

- « Résultats électoraux officiels en France »(Archive.org • Wikiwix • Archive.is • Google • Que faire ?), sur interieur.gouv.fr, site du ministère de l'Intérieur (France) (consulté le 13 juin 2007)

- Description et Atlas des circonscriptions électorales de France sur http://www.atlaspol.com, Atlaspol, site de cartographie géopolitique, consulté le 13 juin 2007.